# Mikalaj Januš
Mikalaj Mikalaevič Januš (in bielorusso Мікалай Мікалаевіч Януш?, traslitterazione anglosassone: Mikalay Yanush; Mikašėvičy, 9 settembre 1984) è un allenatore di calcio e calciatore bielorusso, attaccante e tecnico del Partyzan Salihorsk.

## Palmarès

### Club
- Coppa di Bielorussia: 1

Šachcër Salihorsk:2013-2014

### Individuale
- Capocannoniere della Vyšėjšaja Liha: 2

2014 (15 gol), 2015 (15 gol)